# Picu
Picu – wieś w Rumunii, w okręgu Gorj, w gminie Ionești. W 2011 roku liczyła 355 mieszkańców.